# ديربي 905
ديربي 905 (بالإنجليزية: 905 Derby)‏ هو تنافس في رياضة كرة القدم بين نادي فورجي ونادي يورك ناين، كلاهما يقعان في جنوب أونتاريو. تحصل الديربي على لقب "905" من رمز المنطقة 905، والذي يشمل كلاً من هاميلتون ومنطقة يورك. يعد كل من نادي فورجي ونادي يورك ناين الفريقين الوحيدين الموجودين في أونتاريو في الدوري وهما الفريقان الأقربان، حيث تفصل ملاعبهما عن الملعب مسافة تقل عن 65 كيلومتر (40 ميل).

## التاريخ
في يناير 2019 ، أعلنت الدوري الكندي الممتاز أن مباراتها الافتتاحية في 27 أبريل 2019 ، ستكون بين نادي فورجي ويورك ناين في ملعب تيم فورتنيس، أول انطلاق على الإطلاق لديربي 905. انتهت المباراة بالتعادل 1-1.

## المواجهات
فوز نادي فورجي   التعادل   فوز نادي يورك ناين
| الموسم                      | التاريخ         | المضيف     | النتيجة | الضيف      | الملعب                     | الحضور | م     |
| --------------------------- | --------------- | ---------- | ------- | ---------- | -------------------------- | ------ | ----- |
| الدووري الكندي الممتاز 2019 | أبريل 27, 2019  | نادي فورجي | 1 – 1   | يورك ناين  | ملعب تيم هورتونز، أونتاريو | 17.611 | [ 7 ] |
| الدووري الكندي الممتاز 2019 | مايو 25, 2019   | يورك ناين  | 0 – 2   | نادي فورجي | ملعب يورك لاينز، تورونتو   | 4.260  | [ 7 ] |
| الدووري الكندي الممتاز 2019 | سبتمبر 8, 2019  | نادي فورجي | 2 – 1   | يورك ناين  | ملعب تيم هورتونز، أونتاريو | 5.267  | [ 7 ] |
| الدووري الكندي الممتاز 2019 | أكتوبر 6, 2019  | نادي فورجي | 1 – 0   | يورك ناين  | ملعب تيم هورتونز، أونتاريو | 4.864  | [ 7 ] |
| الدووري الكندي الممتاز 2019 | أكتوبر 12, 2019 | يورك ناين  | 4 – 0   | نادي فورجي | ملعب يورك لاينز، تورونتو   | 2.314  | [ 7 ] |

## الإحصائيات
| المنافسة              | المباريات | فوز   | فوز  | التعادل | أهدف  | أهدف |
| المنافسة              | المباريات | فورجي | يورك | التعادل | فورجي | يورك |
| --------------------- | --------- | ----- | ---- | ------- | ----- | ---- |
| الدوري الكندي الممتاز | 5         | 3     | 1    | 1       | 6     | 6    |
| مجموع المباريات       | 5         | 3     | 1    | 1       | 6     | 6    |

### المراتب في الدوري الكندي
نادي فورجي   نادي يورك ناين
| # | 2019   | 2019   | 2019     |
| # | الربيع | الخريف | النهائيت |
| - | ------ | ------ | -------- |
| 1 |        |        |          |
| 2 | 2      | 2      |          |
| 3 |        | 3      |          |
| 4 |        |        |          |
| 5 |        |        |          |
| 6 | 6      |        |          |
| 7 |        |        |          |